# Арлингтон (Тенеси)
Арлингтон (енгл. Arlington) град је у америчкој савезној држави Тенеси.

## Демографија
По попису из 2010. године број становника је 11.517, што је 8.948 (348,3%) становника више него 2000. године.
| Група             | 2000.         | 2010.         |
| Белци             | 1.893 (73,7%) | 9.141 (79,4%) |
| Афроамериканци    | 591 (23,0%)   | 1.594 (13,8%) |
| Азијати           | 16 (0,6%)     | 207 (1,8%)    |
| Хиспаноамериканци | 29 (1,1%)     | 343 (3,0%)    |
| Укупно            | 2.569         | 11.517        |